# Les Derniers paradis sur Terre
Les Derniers paradis sur Terre (The Living Edens) est une série documentaire créée en 1997. En France, la série est diffusée à partir du 21 décembre 1997 sur Canal+, puis sur France 5 et sur National Geographic Channel.

## Synopsis
Cette série invite à voyager au cœur d'un territoire, pour découvrir des lieux rares et insolites, dont l'écosystème est en voie de disparaître.   

## Épisodes
- Manu, une forêt au cœur de l'Amazonie
- Patagonie aux quatre vents
- Namib, les vagues de sables
- Madagascar, un monde à part
- Les quatre saisons de Denali
- Le miracle d'Etosha
- Le Bhutan, un royaume dans l'Himalaya
- Georgie du Sud, une île glacée dans l'océan Antarctique
- Kakadu, au cœur de l'Australie sauvage
- Palau, un éden dans le Pacifique
- Bornéo, l'île dans les nuages
- Les canyons de l'ouest sauvage
- Tasmanie, terre des diables
- Kamtchatka, paradis sibérien
- Thaïlande, le joyau de l'Orient
- Costa Rica, la vie à l'état pur
- Glacier Bay, extrême Alaska
- Yellowstone, l'Amérique des origines
- Le temple des tigres
- Animalai, la montagne aux éléphants

## Fiche technique
- Auteur : Bruce Reitherman
- Réalisateur : Susan Todd, Andrew Young, Harry Marshall
- Musique : Laura Karpman
- Narrateur : Marc Brunet, Daniel Lafourcade
- Année de production : 1997
- Sociétés de production : ABC, Kane Productions International, Partridge Films